# 秦鳳
秦鳳（1374年—1426年），字子儀，號高岗，直隸廬州府舒城縣人，軍籍，明朝政治人物。進士出身。

## 生平
縣學生，建文元年（1399年）己卯科應天府鄉試第五十五名。建文二年（1400年）庚辰科會試第一百九名，殿試登進士。授知湖广兴山县，以贤能著声，简留礼科。升行在刑部郎中。以言事，改卫辉府同知，卒于官。持守清约，人无遗论。所撰有《永乐太平歌》《白玉祯祥诗》《营建宫阙赋》《进洪熙辅政策》二十五道，称旨，付史馆。有《高岗遗稿》，藏于家。后以孙秦民悦贵，赠太子少保、正治上卿、南京兵部尚书。。

## 家族
曾祖秦原五、祖父秦添祐，父亲秦璧。母許氏。慈侍下。